# Rudolf Skácel
Rudolf Skácel (Trutnov, 17 de Julho de 1979) é um futebolista profissional tcheco, milita no AE Larissa. Atualmente, joga pelo Raith Rovers.

## Carreira
Rudolf Skácel representou a Seleção Checa de Futebol, na Eurocopa de 2008. 